# Lisa Brown-Miller
Elizabeth „Lisa“ Brown-Miller, geb. Brown, (* 16. November 1966 in Union Lake, Michigan; † 2. Mai 2025 in Holland, Michigan) war eine US-amerikanische Eishockeyspielerin und -trainerin. Brown-Miller war von 1990 bis 1998 Mitglied der Frauen-Eishockeynationalmannschaft der Vereinigten Staaten und wurde mit dieser bei den Olympischen Winterspielen 1998 in Nagano Olympiasiegerin.

## Karriere
Brown verbrachte ihre Collegezeit zwischen 1984 und 1988 am Providence College. Während dieser vier Jahre am College spielte sie dort für Eishockeyteam der Universität in der ECAC Hockey. Ein Jahr war davon sie auch im Softballteam aktiv. Bereits an der High School in West Bloomfield hatte sie neben Eishockey und Softball auch Basketball als Sport betrieben. In ihrem letzten Collegejahr wurde Brown zur Spielerin des Jahres der Division gewählt. Sie schloss ihre Zeit in Providence mit 92 Toren und 62 Torvorlagen ab.
Nach ihrem Collegeabschluss beendete Brown ihre Karriere aufgrund mangelnder Perspektiven. Mit der Gründung der Frauen-Eishockeynationalmannschaft der Vereinigten Staaten und der Einladung durch den US-amerikanischen Eishockeyverband USA Hockey kehrte sie jedoch aufs Eis zurück. Mit dem US-Team gewann die Stürmerin in den Jahren 1990, 1992, 1994 und 1997 viermal die Silbermedaille bei der Weltmeisterschaft. Die letzte Silbermedaille bereits nach der Heirat im August 1995 unter dem Doppelnamen Brown-Miller. Beim erstmals ausgetragenen Fraueneishockeyturnier im Rahmen der Olympischen Winterspiele 1998 im japanischen Nagano krönte Brown-Miller schließlich ihre Karriere mit dem Gewinn der Goldmedaille. Anschließend beendete die mittlerweile 32-Jährige ihre aktive Karriere erneut und endgültig.
Bereits während ihrer aktiven Zeit bei USA Hockey war Brown als Trainerin tätig. Zwischen 1991 und 1996 betreute sie das Frauenteam der Princeton University, welches sie am Ende der Saison 1991/92 zum Gewinn der Ivy League führte. Zudem wurde sie als Trainerin des Jahres der ECAC ausgezeichnet. Brown-Miller verstarb im Mai 2025 im Alter von 58 Jahren.

## Erfolge und Auszeichnungen
- 1988 ECAC Player of the Year
- 1992 Ivy-League-Meisterschaft mit der Princeton University (als Cheftrainerin)
- 1992 ECAC Coach of the Year

### International
| - 1990 Silbermedaille bei der Weltmeisterschaft - 1992 Silbermedaille bei der Weltmeisterschaft - 1994 Silbermedaille bei der Weltmeisterschaft | - 1997 Silbermedaille bei der Weltmeisterschaft - 1998 Goldmedaille bei den Olympischen Winterspielen |